# 夢

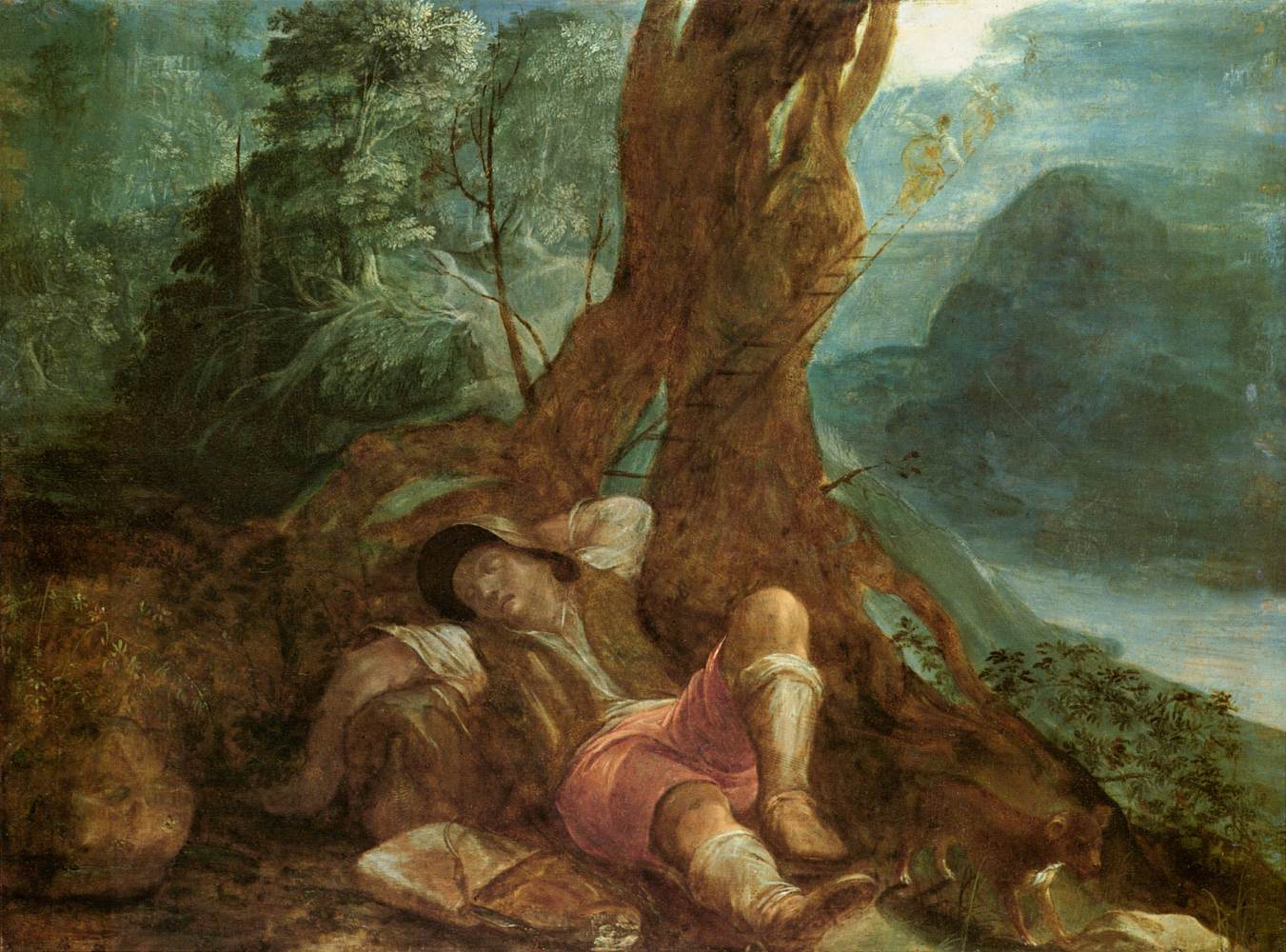
《雅各之夢》，亞當·埃爾斯海默，16世紀後期

夢是一種主體經驗，是人在某些阶段的睡眠時產生的想像中的影像、聲音、思考或感覺，通常是非自願的。人们尚未真正理解梦的内容、机制和作用，但是自从史前时期开始，梦就是哲学和宗教感兴趣的话题，也产生了许多有关的科学猜想。研究夢的科學學科稱作夢學。除了人以外，很多人也相信做夢也會發生在其他動物身上。動物已經確定會有快速动眼睡眠，然而他們的主體經驗卻難以確定，但有些家畜會有夢遊（夢遊不等於做夢）的現象，因而牠們會做夢並不奇怪。
做夢主要发生在快速動眼睡眠期间，那是發生在睡眠後期的一種淺睡狀態，其特色為快速的眼球水平運動、橋腦的刺激、呼吸與心跳速度加快、以及暫時性的肢體麻痺。夢也有可能發生在其他睡眠階段中，不過這時的夢並不真切也難以記憶。
絕大部分的科學家相信所有人類都會做夢，並且在每次睡眠中都會有相同的頻率。因此，如果一個人覺得他們沒有做夢或者一個夜晚中只做了一個夢，這是因為他們關於那些夢的記憶已經消失了。這種「記憶抹除」的情況通常發生在一個人是自然緩和地從快速动眼睡眠階段經過慢波睡眠期而進入清醒狀態。如果一個人直接從快速動眼睡眠期中被叫醒的話（比如說被鬧鐘叫醒），他們就比較可能會記得那段快速动眼期所作的夢境（不過並非所有發生在快速動眼期的夢都會被記得，因為每個快速眼动期之間會插入慢波睡眠期，而那會導致前一個夢的記憶消失）。
梦的长度长短不一，可能只有几秒钟，也可能长达20-30分钟。在REM睡眠期间被唤醒的人更容易记得他们的梦。人类平均每晚有3-5个梦，有的人会高达20个。然而，大部分的梦都会立即或者在短时间内被遗忘掉。随着睡眠进入后半夜，梦会变得更长一些。在一个夜晚8小时的完整睡眠中，大部分的夢发生在通常为2小时的REM睡眠中。
在现代，梦被认为是与潜意识沟通的管道。梦的内容可能非常普通、正常，也可能极度超现实主义风格。梦可以有各种不同的主题，包括恐惧、兴奋、魔法、抑郁、冒险，或者是性。梦中发生的事件并不受做梦者的控制，除非是处于清明梦中，做梦者会拥有自我意识。有时候，梦会让人产生创造力，或者给予人灵感。最著名的故事之一是德國化學家凱库勒宣稱夢見一條銜尾蛇，而悟出苯環的分子結構。但他的說法遭到質疑。
在不同的文化和不同的时代，人们对梦的含义有各种不同的看法。目前获得的最早关于梦的记录材料，是大约5000年前美索不达米亚的一块粘土板。在古希腊和古罗马时代，人们相信梦是来自亡者的占卜信息，可以预言未来。有一些文化会进行孵梦仪式，希望能够产生有预言能力的梦。
西格蒙德·弗洛伊德创立了精神分析学，在1900年代早期的许多著作中阐述了梦的理论和解释。他将梦解释为人们深处的欲望和焦虑的表现，通常会和被压抑的童年记忆或者欲望有关。在《梦的解析》（1899）中，弗洛伊德发展了一套解释梦的心理技术，设计了许多规则来解释梦中出现的符号和主题。

## 梦与文化

### 上古历史
在澳洲原住民的泛灵论创世传说中，梦是一個核心概念，這個概念屬於個人或群體，常被理解為“没有时间的时间”，在其中發生了初始或永恆的創造行為。
米索不达米亚的苏美尔人于大约公元前3100年就留下了梦的记录。在这些记录下的故事里，神与国王都对梦非常重视，比如公元前7世纪的国王亚述巴尼拔，在他的泥板记录上，出现了许多描述传说中的国王吉尔伽美什的故事。
米索不达米亚人相信，在睡梦中，人的灵魂或者灵魂的一部分会离开身体，而灵魂真实去过的地方和人就形成了梦。据说有时梦之神会背负着做梦者的灵魂。巴比伦人和亚述人将梦分为来自神灵的“好梦”和来自鬼怪的“坏梦”。他们也相信梦是征兆和预言。
在古埃及，从公元前2000年前开始，埃及人就在莎草纸上写下他们的梦。梦境形象鲜明，栩栩如生的人会被另眼相看，认为是受到神的赐福。古埃及人相信梦是某种神谕，传递来自神的信息。他们认为接近神意的最好途径就是梦，所以他们会试图诱生梦或者孵梦。埃及人会前往神庙，睡在特殊的“梦床”上以期待接收到神的指导、安抚和满足。

### 古典时代

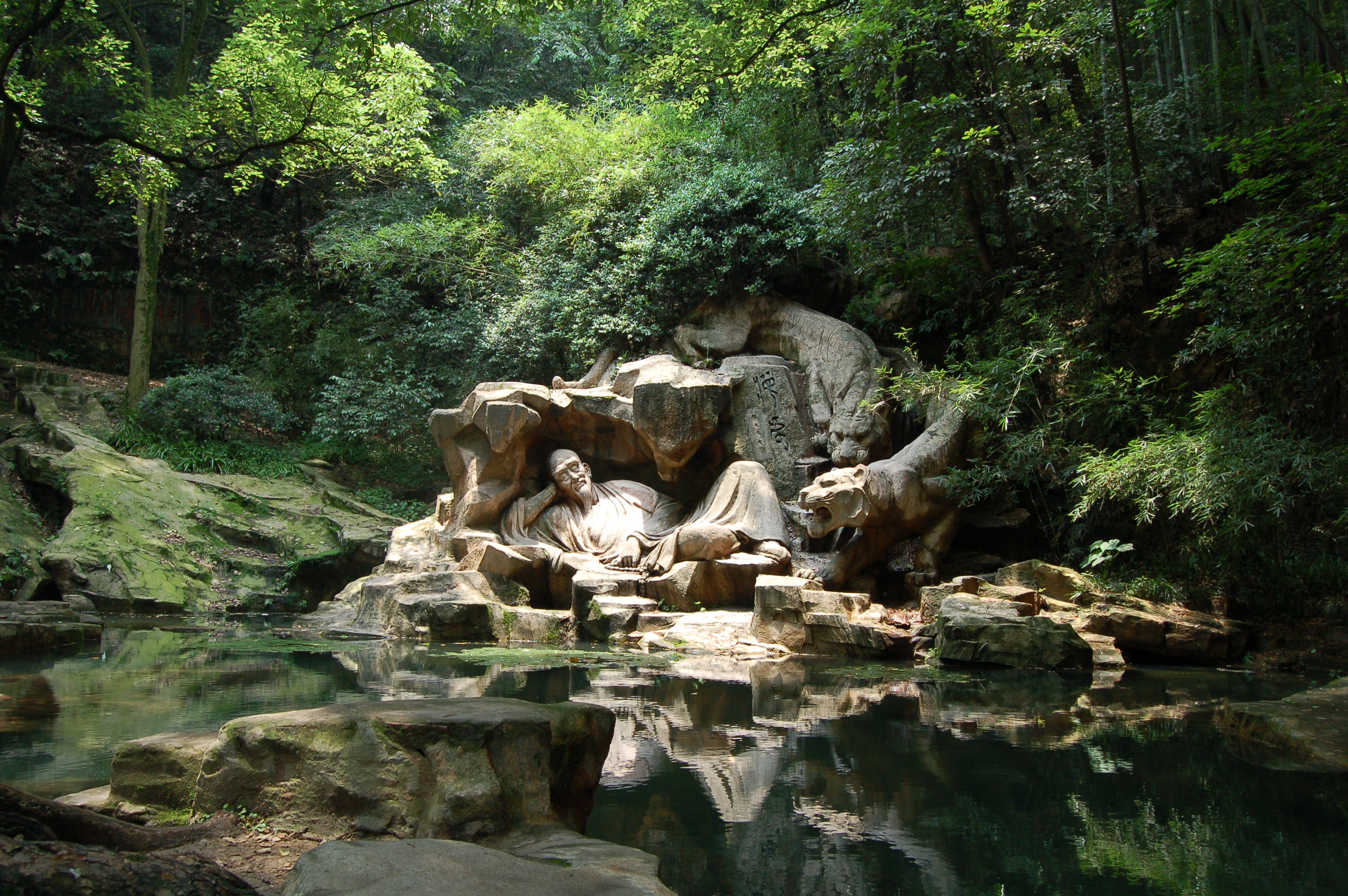
虎跑泉和虎跑梦泉雕塑

在中国古代，有人认为在睡梦期间，魂分为两个部分，一个部分离开身体四处游荡，另一部分保持在身体内。这个解释自古就遭到质疑，例如哲学家王充就对它进行了驳斥。。夢有时也被看做是一種意象語言。《庄子·齐物论》云：「且有大觉，而后知此其大梦也。」印度人写于公元前900到500年的《奥义书》中，强调了梦的两个意义：首先，梦是内心欲望的表露；其次，在梦醒来之前灵魂离开身体并且接受指导。
古希腊人继承了古埃及人信仰中关于好梦和坏梦的划分以及孵梦。希腊的梦之神摩耳甫斯也会给睡在圣殿和神庙中的人带来警告和预言。最早的希腊人相信，神会在梦中亲自造访做梦者，祂们从钥匙孔中进入房间，留下信息后从同一路径离开。
安提丰在公元前5世纪撰写了已知的希腊第一本关于梦的书。在同一世纪，其他文化对希腊的影响，使得关于睡眠中灵魂离体的信仰得到进一步发展。希波克拉底（469-399 BC）关于梦的理论很简单：在白天，灵魂吸收影像；而在晚上，灵魂产生影像。希腊哲学家亚里士多德（384-322 BC）相信梦会导致生理学活动，他相信梦可以用来分析和预言病症。西塞罗相信所有的梦都来自于做梦者在之前白天的思想和对话。西塞罗在《西庇阿之梦》中描述了一个长梦的图像，而马克罗比乌斯写了《论西庇阿之梦》来评论它。

### 亚伯拉罕诸教

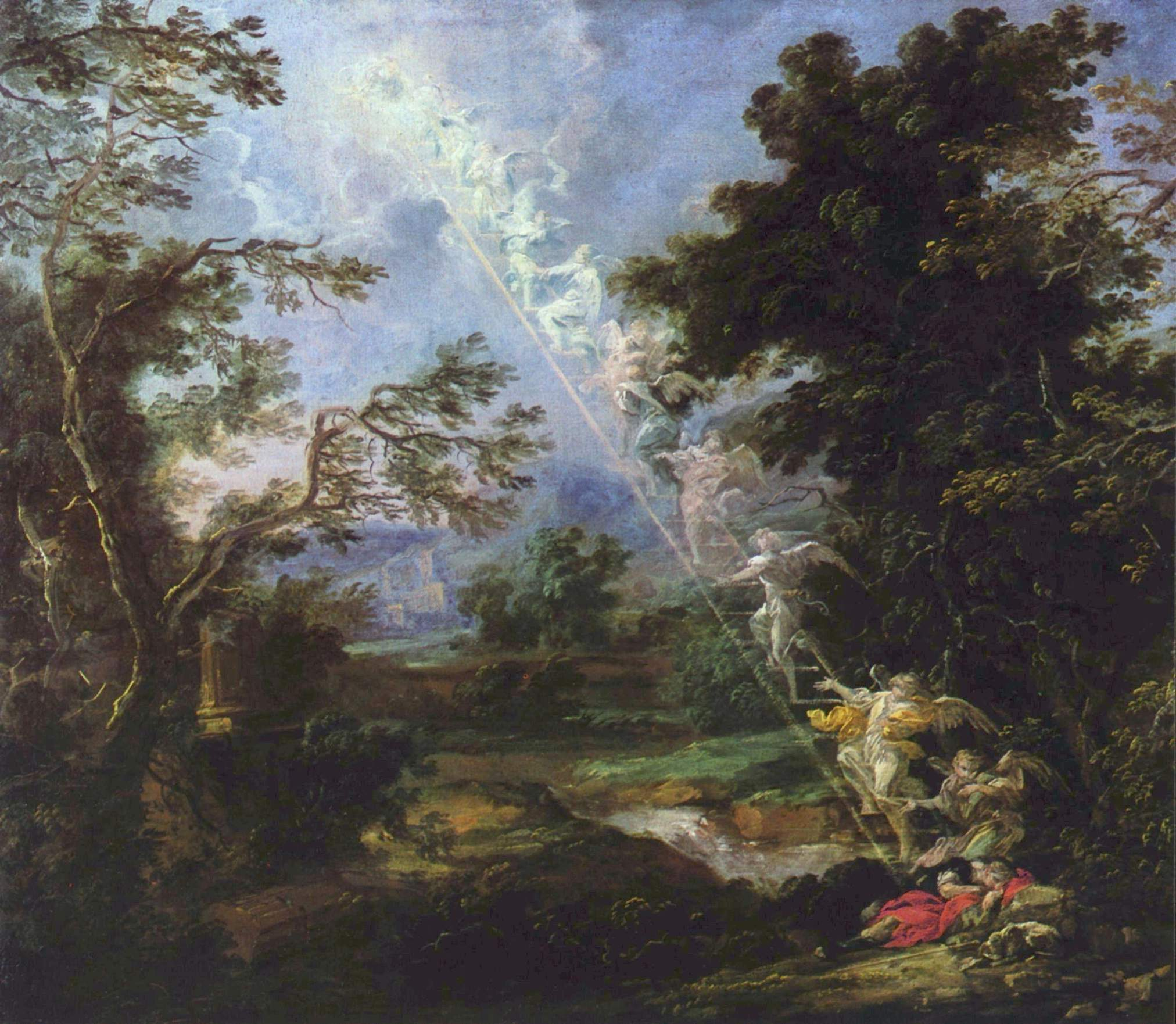
雅各梦见雅各的天梯，c. 1690，画作者Michael Willmann

在亚伯拉罕诸教中，犹太教认为梦是世界经验的一部分，是可以解释，可以从中学习教训的。在塔木德的Tractate Berachot 55-60中有过相关的探讨。
古代希伯来人把他们的梦和信仰紧密联系起来。尽管希伯来人是一神论者，相信梦是唯一上帝的声音。他们也会区分好的梦（来自上帝）和坏的梦（来自恶灵）。希伯来人和许多古代文明一样，也会孵梦以得到神的启示。比如希伯来先知撒母耳就睡耶和华殿内约柜那里，听到了神呼唤他。圣经中大部分的梦都记载在创世纪中。
基督徒继承了希伯来人关于梦的大部分信念，相信梦的超自然属性，因为旧约中包含了许多梦带来神的讯息的故事。最有名的梦的故事是雅各的天國之梯，这天國之梯连接着大地和天堂。许多基督徒宣扬上帝可以在梦中給予人类天啟。
Iain R. Edgar研究了梦在伊斯兰教中的情况，他提出梦在伊斯兰历史和穆斯林的生活中有重要的地位，解梦是最后一位先知穆罕默德去世之后，穆斯林接收神的指示的唯一途径。

### 在亚洲信仰中
在印度教典籍《吠陀》中的《曼都卡奥义书》里，梦是灵魂在生命中的三个状态之一，其他两个是清醒状态和睡眠状态。

### 梦与哲学实在论
一些哲学家认为，我们所谓的“真实世界”可能是或者就是一个幻觉，这种想法称为本体论的怀疑主义。
有关这一类思想最早的记载来源于《庄子》，在印度教的典籍中也多次探讨过。在笛卡尔的《第一哲学沉思集》中，它第一次被介绍给西方哲学界。

### 后古典时代和中世纪
一些美洲原住民部落和墨西哥人相信梦是和他们的祖先沟通的方式。一些美洲原住民部落使用幻象探索作为进入青春期的仪式，仪式中禁食、祈祷，直到在梦中接收到所期待的指引，然后再回来告诉部落的其他成员。
中世纪对于解梦进行了压制，它们被认为是恶，梦中的影像是魔鬼的引诱。许多人相信，魔鬼会往睡梦中的人头脑裡塞进堕落有害的想法。马丁·路德，新教的创立者，就相信梦是魔鬼的杰作。但是，天主教徒，比如圣奥古斯丁和哲罗姆，都声称他们生活的方向，曾经受到过梦境的强烈影响。

### 艺术
梦和黑暗的影像，是弗朗西斯科·戈雅的铜版画《理性沉睡，心魔生焉》的主题。萨尔瓦多·达利的《由围绕着石榴的蜜蜂引起的梦，在醒来之前一秒钟》（1944）也涉及了这个主题，包括同时出现的裸女、从石榴中跳出来的老虎，以及像蜘蛛一样的大象作为背景。亨利·卢梭最后的画作是《梦境》，而毕加索于1932年创作了《梦》。

### 文学

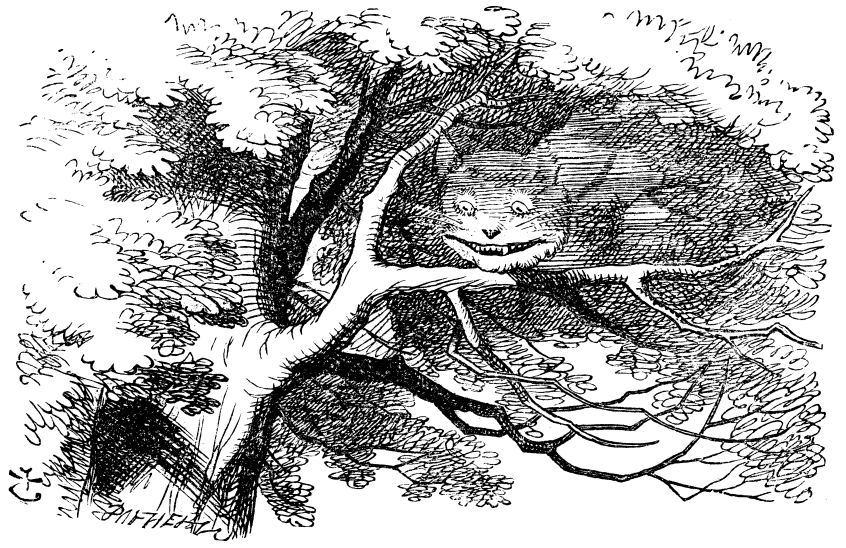
消失中的柴郡猫

在19世纪的奇幻和幻想文学中常常出现梦，其中最广为人知的是刘易斯·卡罗尔的《爱丽丝梦游仙境》，及其续集《爱丽丝镜中奇遇》。和其他文学作品里的梦中世界不同，卡罗尔笔下的梦境和真正的梦境更加类似，包括许多变形和因果关系的变异。
其他虚构的梦境包括霍華德·菲利普斯·洛夫克拉夫特的幻夢境，以及《说不完的故事》中的幻想世界，其中包括“失落梦境荒漠”、“可能性之海”与“悲伤之沼”。包括幻觉和其他变异现实的梦中世界，出现在菲利普·狄克的许多作品中，包括《The Three Stigmata of Palmer Eldritch》和《Ubik》。豪尔赫·路易斯·博尔赫斯也探索过类似的主题，例如《环形废墟》。而在中国传统文学中，《红楼梦》中的“太虚幻境”是对春梦的著名描述。

### 流行文化
现代的流行文化中常常会构思一些梦境，就像弗洛伊德所说，表达做梦者深处的恐惧和欲望。电影《绿野仙踪》（1939）中描绘了一个彩色的梦境，使得多萝西发现了现实是黑白色，于是开始用新的方式生活。在《爱德华大夫》（1945）、《谍网迷魂》（1962）、《梦幻之地》（1989）和《盗梦空间》（2010）这些电影中，主人公必须从非真实的梦境中找出有用的线索。
在流行文化中，大部分的梦并非符号化的，而是直白和现实化地刻画了做梦者的恐惧和欲望。梦中的情景和做梦者的真实世界难以区分，成为削减主人公和观众的安全感的手段。这些梦会使得恐怖电影的主人公，例如《魔女嘉莉》（1976）、《黑色星期五》（1980）或者《美国狼人在伦敦》（1981）的主人公在看起来似乎很安全的地方休息时，遭到黑暗势力的袭击。
在奇幻作品中，梦境和现实的分界会表现得更为模糊。梦可能从生理上被入侵或者篡改，例如《魔域煞星》（1984）、《猛鬼街》系列（1984–2010）、《全面啟動》（2010），或者直接变为现实，比如在娥苏拉·勒瑰恩的《天钧》（1971）这本书中，主人公发现自己的某些梦可以追溯过去、改变现实。Peter Weir在1977年的电影《The Last Wave》梦的实质做了一个简单的解释，通过电影中的土著之口说出“梦是某种现实的影子”。在Kyell Gold的小说《Green Fairy》中，主人公Sol在苦艾酒引发的梦中体验到了以为死于100年前的舞者的记忆，并且其中一些记忆在他的生活中变为现实。这一类故事利用了观众自己的梦的体验，所以观众感觉比较真实。

## 精神分析学

### 弗洛伊德学派的观点
在19世纪晚期，精神治疗师西格蒙德·弗洛伊德发展出一套理论，认为梦是由无意识意愿的满足所驱动的。弗洛伊德将梦称为“通往无意识的大道”。他创建了“梦反映做梦者的无意识”的理论，认为梦的内容是由无意识欲望的满足塑造的。他认为，重要的无意识欲望通常与童年时的记忆和经验有关。弗洛伊德认为，梦境包含显性梦境（manifest dream-content）和隐性梦境（latent dream-content），隐性梦境和潜意识深处的愿望或者幻想相关联，而显性梦境流于表面，缺少意义。显性梦境常常会掩盖或者模糊隐性梦境。
在弗洛伊德的早期著作中，他认为绝大多数的隐性梦境的主题都是本能的性冲动，然而他之后放弃了这样绝对的说法。在《超越快乐法则》中，他考虑了创伤或者侵犯如何影响梦的内容。在《精神分析新论》中的一篇演讲《Dreams and Occultism》中，他还讨论了超自然观念的起源。

### 荣格学派及其他
卡尔·荣格反对弗洛伊德的许多理论。荣格扩充了弗洛伊德关于梦和做梦者无意识欲望相关的想法。他将梦描述成给予做梦者的讯息，可以帮助做梦者自我改善。他相信梦是在向做梦者揭示他们感情或者信仰上的问题和恐惧。
荣格写到，重复出现的梦境意在反复地吸引注意，表示做梦者忽视了梦中的某个主题。他相信这些梦中的符号和图像出现在所有的梦中。荣格相信在白日形成的记忆在梦里也很重要，这些记忆在无意识中形成了印象，需要在自我（ego）休息时处理。无意识的头脑会以梦的形式重现这些过去的片段，荣格将其称为“白日的残留”。荣格还认为梦并不是纯粹独立的，所有的梦都是一张“心理因素的巨网”的一部分。
弗里茨·皮尔斯将他的梦的理论作为格式塔疗法的核心。梦被看做自身里面被忽视、拒绝或者压制的部分的投射，荣格声称，可以将梦中出现的每个人看作是做梦者自己的一部分，称作梦的主观方式。皮尔斯扩展了这种观点，认为甚至梦中无生命的物体也代表做梦者的一部分。所以，做梦者被要求想象自己是梦中的物体，然后描述它，以便了解该物体的特质和做梦者的人格如何关联。

## 神经生物学

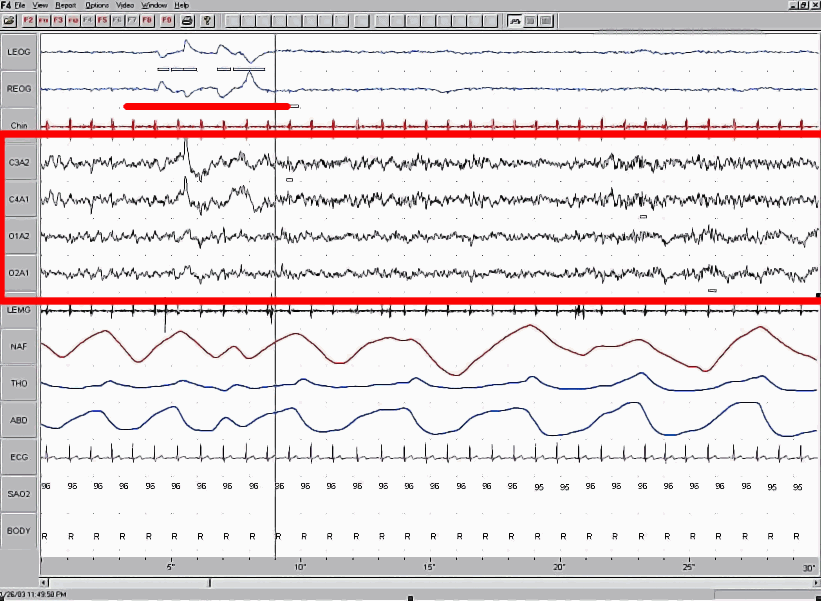
REM睡眠期间的脑电图

长期的观察证明，梦和快速动眼睡眠（REM）睡眠强烈相关。在REM睡眠期间，脑电图（EEG）所显示的脑活动近似于清醒状态。在非快速動眼睡眠（non-rapid-eye-movement sleep, NREM sleep）的各期（1~4期）被喚醒後，即使有做夢的報告，其夢境也很平淡，生動性差，但概念和思維性較強，睡眠者常常報告在思考某些問題，而不是在做什麼。在REM睡眠期间，神经递质去甲肾上腺素、血清素和组胺的释放都受到了抑制。在人的一生中，典型的做梦的时间总和是6年。（也就是大约每晚2小时）大部分的梦只持续5到20分钟。梦源于脑中何处？是仅有一个源头还是涉及到脑中的许多部分？以及梦对于身体和心灵的作用是什么？这些问题都尚未解决。
在大多数梦境中，做梦者都不会发觉自己是在做梦，不管梦境如何荒诞古怪。其中的原因也许是脑内负责逻辑和计划的前额叶皮质在做梦期间减少了活动，使得做梦者和梦更积极地进行互动，而不用思考会发生什么结果，所以在现实中看起来很突兀的事情可以融合到梦中。
如果测量一段REM睡眠的时间长度，并且在叫醒被试之后询问梦的时间长度，只要做梦者还没有来得及修改或者遗忘梦境，他/她都能准确地说出做梦的时间长度。一些研究者猜测，所谓“梦的时间膨胀”的现象，并不会真正出现。REM睡眠和梦的紧密关系，是第一批描述梦的本质的报告的基础：梦是每夜都会发生的，而非偶然的现象；是每个睡眠周期都会发生的高频次行为，而且间隔可预测，大概每60-90分钟就会出现。
每一段REM睡眠和做梦的时间在夜晚逐渐变长，第一段是最短的，大约10-12分钟，第二段和第三段会增加到15-20分钟。在夜晚结束的那段睡眠会长达15分钟，虽然会表现为许多独立的片段，因为在夜晚结束时会多次短暂醒来。当被试在第一段REM睡眠之后醒来时，有50%可以报告所做的梦；而当最后一段REM睡眠时被叫醒，这个比例上升到了99%。回忆梦境成功率的上升可能与一夜的梦中，梦的图像、色彩和情感都越来越鲜明。

## 其他动物的梦
除了人类以外，其他很多动物可能也有REM睡眠和做梦的能力。科学研究表明，所有的哺乳动物都会经历REM睡眠。REM睡眠的时间长短随物种不同：海豚的REM时间较短，人类的时间中等，而犰狳和北美负鼠的时间属于最长之列。
在对猴子、狗、猫、大鼠、象和鼩鼱的研究中都观察到了梦。鸟类和爬蟲类也有做梦的迹象，近年也觀察到蛛形綱的蠅虎會出現類似快速動眼期的睡眠狀態，這是首次在無脊椎陸生動物上發現。
睡眠和梦的问题相互交织，科学家对于动物的梦的研究表明，它们的功能至今为止尚不清楚。然而，睡眠的作用正在渐渐清晰，例如，对大鼠或其他实验动物的睡眠剥夺，会导致生理指标的恶化和真实组织的损坏。
有的科学家认为，人类做梦应该和所有羊膜动物有同样的理由。从进化论的观点来看，梦应该能满足某种生物学上的需求，能够在自然选择中获得某种好处，或者至少对于其生存适应没有负作用。2000年，芬兰图尔库大学的教授Antti Revonsuo认为，过去梦可以通过展示危险事件的刺激以帮助人类准备认出和避免危险。这个理论称为威胁-刺激理论。Tsoukalas (2012) 认为梦和掠食性动物出现导致的激活图样有关，这在REM睡眠的控制机制中仍然非常明显（见下文）。

## 神经科学理论
目前學術界對夢的成因與目的仍無定論，普遍的看法是：夢是腦在作資訊處理與鞏固長期記憶時所釋出的一些神經脈衝（就像打掃時揚起的灰塵或正被處理中的資訊流），被意識腦解讀成光怪陸離的視、聽覺所造成的。

### 活化-合成假说
J. Allan Hobson與Robert McCarley在1976年提出「活化-合成」假说（Activation-synthesis hypothesis），挑战了弗洛伊德主义的统治地位，改变了梦的研究状况。他们认为：夢的出現與特徵是快速動眼睡眠（rapid-eye-movement sleep, REM sleep）狀態時生理運作的產物。當快速動眼睡眠由橋腦（pons）活化所啟動時，和意識有關的大腦網路接受橋腦刺激訊號也呈現活化狀態，因而大腦將這些由下而上的刺激訊號（PGO訊號）混合整理後即為夢的展現。由於此時大腦的活化是處於被動型式且訊息來源為隨機、封閉（由橋腦產生），因此缺乏清醒狀態時的自覺及反省，展現於夢境內容也因而有怪異、不合邏輯的特性。脑会合成和解释这些活动，例如，温度、湿度等物理环境的变化或者类似性高潮的物理刺激，为这些信号创造意义，从而得到梦。Hobson认为：“梦的影像是随机的，对这些梦的影像的随机综合可以用来拟合内源的刺激”。这个理论基于REM睡眠的生理学，Hobson相信梦是前脑对源于脑干的随机输出的反应表现。活化-合成理论假设，梦的奇怪特性是因为这部分脑区试图将本来就很古怪的信息碎片黏合成完整的故事。
但後來Mark Solms认为梦是在前脑形成的，而REM睡眠和梦并不直接相关。他在约翰内斯堡和伦敦的神经外科工作时，發現腦幹受傷的病人仍舊有夢，与Hobson的理论相悖；而頂葉（負責軀体感覺與感覺整合的顱頂皮質）受傷的病人則沒有夢，顯示腦幹只與REM夢有關，頂葉與REM夢和NREM夢都有關。

### 连续-活化理论
Jie Zhang在2004年综合Hobson和Solms的理论，提出「連續活化」理論：睡眠的功用之一是把臨時記憶轉化成長期記憶，快速動眼睡眠（REM）階段處理無意識的「程序性記憶」，而非動眼（NREM）階段處理有意識的「陳述性記憶」。在REM階段，腦的無意識部份正在處理程序性記憶，而有意識部份的活動則因感覺被切斷而降至最低，此時自記憶庫流出的資訊脈衝會活化有意識部份而使它藉由聯想編織出一段夢。而當另一脈衝到達時，則又編出另一段夢，夢境乃突然改變。这解释了为什么梦既有连续性（在同一个梦中），又会突然变化（两个梦之间）。

### 防御性假死-梦的前身
Tsoukalas在2012年认为REM睡眠是假死这种众所周知的防御机制进化的结果。假死是一些动物面对掠食性动物的最后防线，它们会全身瘫痪，看起来像是死亡（例如负鼠的行为）。Tsoukalas认为假死和REM睡眠从神经生理学机制和现象上都很像是假死，例如都是由脑干控制、全身瘫痪、交感神经系统激活、体温调控的变化。

### 梦是长期记忆的激活
Eugen Tarnow认为，梦是长期记忆持续的激活，即使在清醒状态也存在。梦之所以古怪，是因为长期记忆的建构行为。参照Wilder Penfield 和Rasmussen的发现，对于無聊說电刺激会产生类似于梦的体验；而在清醒的时候，我们的决策能力则会使用真实世界来不断解释长期记忆。Tarnow的理论是对弗洛伊德的梦的理论的再创造，用长期记忆来替代了弗洛伊德的无意识，用长期记忆的建构来代替了弗洛伊德的“梦的工作”。

### 梦对语义记忆的强化

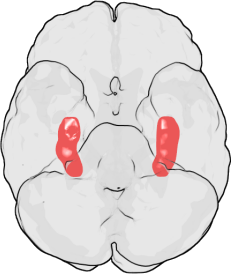
海马体的位置

在2001年的研究表明，梦中世界里不合常理的地点、特征可以帮助脑强化联结，固化语义记忆。不合常理的情景之所以会出现，是因为在REM睡眠期间，海马体和新皮质之间的信息流减少了。
这个信息流的减少，是因为代表压力的激素皮质醇在睡眠后期（通常是在REM睡眠期间）出现。记忆巩固的重要步骤是将距离远但是相关的记忆联系在一起。Payne 和 Nadal 假设这些记忆将会巩固而成为平顺的叙事，类似于压力之下形成记忆的过程。
德国汉堡的生理学家Robert (1886)，第一个提出了梦是生理必需，它能够擦除（a）没有完成的感官印象（b）在白天没有完成的构思。梦的作用使得未完成的材料被抹去（压制）或者深埋变成记忆的一部分。弗洛伊德在《梦的解释》中多次批评了Robert的观点。Hughlings Jackson (1911) 认为睡眠扮演了清洁工的角色，负责扫除白日形成的不必要记忆和联结。
这个观点在1983年被Crick 和Mitchison再次拾起，提出了反向学习理论，认为梦就像计算机在关机时擦除运行中的程序，在睡眠中擦除（压制）脑中无用的节点和其他“垃圾”。然而，与之相反的观点，认为梦可以掌握信息，固化记忆的观点（Hennevin and Leconte, 1971）也很流行。

## 心理學

### 梦用来测试和选择心理基模
Coutts认为梦是睡眠期间的主要任务，可以增强心智的能力以满足在人在清醒时的需要。他将梦分为两种相：在调和相（accommodation phase）中，心理基模（mental schemas）通过吸取梦中的主题进行自我调节。在情感选择相（emotional selection phase）中，梦用以测试之前调和形成的基模。可以适应的将保留下来，而不能适应的将被淘汰。这个周期符合睡眠周期，在一晚典型的睡眠中重复很多次。阿尔弗雷德·阿德勒认为梦常常是解决问题的情感准备，将个体从常识引向个人逻辑。残留的梦中感觉可能强化或者抑制深思熟虑的行为。 

### 梦的进化心理学理论
许多理论认为，梦是REM睡眠的一种生理副产品，并没有天然的目的。Flanagan认为“梦是进化的附属现象，并无有用的功能。梦是一架设计用来思考和睡眠的机器的自由运作”。Hobson从另一个角度也认为梦是附属现象。他认为梦的本质对于清醒状态并没有显著影响，大部分人并不需要回忆梦境，但是白天的生活丝毫不受影响。
然而，一些进化心理学家认为梦对于生存起到一些作用。Deirdre Barrett将梦描述为“另一种生化状态的思考”，她相信人类在睡眠时会继续思考同一些问题，不管是个人问题还是客观问题。她在研究中发现，在所有的领域包括数学、作曲、商业抉择中，都有可能在梦中得到解决。另一个相关的理论是Mark Blechner所谓的梦之达尔文主义（Oneiric Darwinism），梦是在创建随机突变的想法。有一些想法因为无用而被脑拒绝了，而另一些有价值的被保留下来。
也有心理学家认为，人类做梦是大脑在虚拟环境中对如何处置危险情况的预演。尤其是噩梦，人类每年要做300到1000次噩梦。人类正是在噩梦中进行安全训练。芬兰心理学家Antti Revonsuo指出，梦是特地为了提供“威胁刺激”而演化出来的。他提出的“威胁刺激理论”指出，在人类演化的大部分时间里，受到环境和他人的威胁都是非常严重的，如果能够从中生存下来会对繁衍后代非常有利。于是梦在演化中出现了，它可以复制这些威胁，以便人能够不断地练习如何避开它们。作为这个理论的证据，Revonsuo指出，现代人的梦中所遇到的危险情况，要比人们在实际的日常生活中要多得多，而人们都能良好地处置这些威胁。该理论提出，梦的目的是提供重复的威胁事件的情节，以便个体能够更好地在真实生活中处理它。
英国作家Anders Johansson认为，梦同时表现了欲望和恐惧；梦和人类生存和发展的四个部分相关：身体危险、社会地位、健康和性繁殖。他认为，我们梦到危险、耻辱、病痛，是为了刺激我们恐惧并避开它们；而我们也会梦见较高的社会地位、性幻想对象，是为了激励我们去争取它们。这样，梦就成为了对演化有用的系统。

### 其他假设
关于梦的功能，还有许多假说，包括：
- 梦可以通过幻想来满足心理中被压抑的部分，把外來刺激轉化成夢境以防止被驚醒。[84]
- 桑多尔·费伦齐（英语：Sándor Ferenczi）[85]认为当说出自己的梦时，可以表达一些不能直说的东西。
- 梦可以调节情绪。[86]
- Hartmann[87]说，梦的功能类似精神疗法。它可以在“安全的地方创造联结”，使得做梦者可以在梦中整合在清醒时散乱的思想。
- LaBerge和DeGracia[88]认为梦的功能之一是，将无意识的元素通过一个临时的基础重组到意识中，他们把这个过程称为“精神重组”，类似于DNA的基因重组。从生物计算学的角度看来，精神重组可以帮助脑中的信息网络实现可塑性。
- 希罗多德在《历史》中写道：“梦中向我们展示的景象，常常是和白日有关的多，无关的少。”[89]

## 梦的内容
从1940年代到1985年，Calvin S. Hall在凯斯西储大学收集了超过50000份梦的报告。1966年，Hall 和Van De Castle发表了《梦的内容分析》（The Content Analysis of Dreams），其中他们设计出了一个符号系统来描述来自大学生的1000份梦的报告。他们的研究结果指出，来自世界不同地方的参与者，都报告了类似的梦中内容。Hall的完整的梦的报告，在1990年代中期由他的门生William Domhoff公开发表，很有参考意义。

### 视觉
梦的视觉表现是高度幻觉化的：不同地点和不同的物体的形象会始终互相混入。地点、人物、物体的形象总的来说都可以对应到人的记忆和经验，但是它们的形象是极端夸大和古怪的。
先天的盲人梦中不会有视觉影像。他们的梦会和其他感觉有关，比如他们从小接触到的听觉、触觉、嗅觉和味觉。

### 情感
在Hall的研究中，梦中最经常经历的情感是焦虑。其他的情感包括被遗弃、愤怒、恐惧以及快乐。负面的情绪比正面的情绪常见得多。

### 性
Hall的数据分析表明，和性有关的梦的发生率低于10%，在10-20岁中段的年轻人中最为普遍。另一个研究表明，男性和女性共计87%的梦会包含性的内容。在某些情况下，和性有关的梦会导致性高潮或者遗精。这样的梦俗称为“春梦”。

### 彩色还是黑白
有一小部分人声称自己的梦只有黑白的。2008年，邓迪大学的研究人员发现在童年时期仅仅观看过黑白电视和电影的人，会在25%的情况下报告做黑白的梦。

#### 和身体医学状态的关系
有证据表明，某种医学身体状况（通常是神经方面的）会对梦有影响。例如，拥有联觉的人从未报告有完全黑白的梦，而且会难以想象一个梦里只有黑白二色。

## 其他领域

### 解梦
解梦可以是主观意愿和经验的产物，嘗試解夢是普世文化現象，所有的人類社會都有解夢的習俗。《个性与社会心理学杂志》最近发起的一项研究表明，大部分人都相信“他们的梦揭露了有意义的隐藏的真实”。这个调查在美国、韩国和印度进行，表明74%的印度人、65%的韩国人和56%的美国人相信这一点。
在亞洲地區，人們會以靠人的夢來占卜吉凶，是為占夢。中國民間也流傳了一本解夢書籍，共有七類夢境的解述。
治疗恶梦（通常和PTSD有关）的疗法，可能包含想象梦的每个阶段可能的替代情节。

### 夢的超自然詮釋
有認為發夢是因為人入睡後靈魂離開軀體，穿越時空，因而有人在現實中會驚覺在夢中曾經見過、經歷過的事情或事物，稱為既視感。有些夢被視為「神異夢境」（Divine Dream），在夢中，祖先、偉人、祭司或神祇會向睡眠者現身，給他預言、建議或警告，古希臘蘇格拉底時常在夢中得到指示，孔子一再與周公在夢中相會，都屬於神異夢境:157。

## 和梦相关的其他现象

### 对现实的吸纳
在夜间，会有许多外界刺激轰炸着感官，但是脑通常会把它们解释、转化为梦的一部分，以便让睡眠继续。梦对刺激的吸纳，指的就是实际的感觉，例如环境的声音，被梦境吸纳：例如听见电话铃声会转化为梦境中的电话铃，而在尿床时会梦见撒尿。然而，意识也会在遇到危险时，或者被训练为听到某种特定声音时（例如婴儿的哭声）醒来。
“梦对现实的吸纳”这个说法，也可用于指早先白日的事件变为梦中元素的过程。最近的研究表明，在大约一周前发生的事件，在梦中最容易出现。目前的研究顯示長到6天的回溯記憶可以表現在夢境。不過，大部份的夢並無可以辨識的前驅經驗。另有研究發現可回溯至7天前的記憶，尼爾森曾放了一部令人不安的影片（印尼村民為了舉行儀式屠殺水牛）給一組志願者看，這部影片首次反映在志願者夢中的高峰期是放映後三天，然後腦內的重播則相隔一週，也就是在放映後第十天。這個模式符合一項針對跳傘新手的研究結果，他們的經驗在第一次跳傘後三天才從夢裡冒出來，然後在跳傘後第十天二度重現。

### 表现对真实事件的预知
根据调查，很多人认为他们的梦可以预言生活中的事件。心理学家将他们的这种经验称作认知偏误，表示选择性记住那些正确预言的记忆，进行扭曲，从而梦就可以回溯性地解释为和生活经历相符合。梦的丰富层次使得从中非常容易找出和真实事件相符的情节。
在一个实验中，被試者被要求在日记本上写下他们的梦。这会阻止选择性记忆效应，而梦就不再显现出预言未来的能力。另一个实验中给了被试者一本假的日记，上面记载了表现为预言的梦。日记里描述了某个人的生活，以及一些预言成功的梦和没有预言的梦。当被试被要求回忆他们所阅读的梦时，他们回忆起可以预言的梦的成功率要高于没有预言的梦。

### 清醒夢
清醒梦又称为清明梦，意思是在梦中可以保持清醒，并且知道自己正在做梦。有些人在做梦时会突然醒觉到自己正在做梦，当他知道自己在做梦时，他便可以控制自己的梦境，这便是清醒梦了。在清醒梦中，你可以自由地控制自己的行动，也可以任意控制梦境的内容，甚至梦中的其它人也完全由你来控制。但是清醒梦并不要求一定要能够控制梦中物体。只要知道自己在做梦就称为清醒梦。清醒梦的发生经过了科学确认。

#### 在清醒梦期间沟通
1975年，心理学家Keith Hearne成功地完成了和一个做梦者在清醒梦期间沟通。被试和Hearne的助手Alan Worsley之前约定了在清醒梦期间将眼球左右运动，然后在梦中完成了这项任务。
一年之后，生理心理学家Stephen LaBerge完成了类似的工作，包括：
- 用眼球运动来描绘被试在梦中的时间感觉。
- 比较在清醒时和在梦中唱歌时的脑电活动。
- 梦中的性爱、性唤起和高潮的比较。[111]

#### 控夢
夢的成因的一种解釋為神經脈衝中一些未被處理好的衝擊，這些衝擊波會使我們大腦中的一小部分從睡眠狀態中活躍起來，經過大腦的處理，形成夢。換言之，只要我們大腦的判斷部分及思考部分也活躍起來，能夠發出更強的衝擊波，取代原先的衝擊波，那我們便能隨心所慾控制自己的夢境的一切，即清醒夢，包括感覺、其他人的言行舉止、甚至違反一切物理定律。
控夢需要做夢者自己知道身在夢中，才可能達至改變。
1. 知覺（醒覺），想控制夢境的人必須先要知道自己身處夢中，並相信夢境是能夠隨心改變，從而激發大腦思考部分活躍。
2. 改變，當思考部分活躍起來後，便能夠按自己思想去改變夢境的內容，然而作夢者意志必須堅定，否則大腦傳出的衝擊波較原先未被處理的衝擊波弱，夢境內容將不會被改變。

一般人會認為控夢是不可能的事，因為當人進入夢境後，自我意識便會失去，自己將不能判斷出是否在夢中，然而根據實驗發現，人是能夠透過訓練使自己在夢中判斷出自己在做夢，但成功率偏低，只有約兩成實驗對象能在半年時間內訓練至成功控夢，而且他們指出，儘管能改變夢境內容，但可改變的範圍有限，一般只能改變做夢者集中精神去思索的一樣事物。對於此點，亦有不同的解釋，大部分人認為是人腦在睡眠中能被激發的部分有限，無法處理太多神經脈衝，因此大部分仍是靠潛意識去處理。但實驗仍能作出總結，控夢是能夠透過訓練達到。
有人認為，控夢其實很容易達到。只要在一個不尋常的處境下告訴自己是夢，就可以依思考做出自己想做的事情，完成許多在現實生活無法完成的事情，且可以在夢醒後持續記得夢的內容。

### 无心过失的梦
无心过失之梦（DAMT）是指做梦者梦见他/她努力想要制止的无心过错（一个典型例子就是一个戒烟者梦见自己在抽烟）。经历过DAMT的被试报告在醒来时会感觉到罪恶感。有研究发现在DAMT和成功阻止这样的行为之间有着正相关。

### 对梦的回忆
对梦的回忆常常极其不可信，然而回忆的技巧是可以训练的。在人刚刚从梦中醒来时，梦常常可以被回忆起来。女性比起男性来，会更经常成功回忆起梦。难以回忆起的梦，通常会被认为是具有相对小的心理影响，而心理凸显效应、唤起和干涉都会在梦的回忆中起重要作用。通常梦会因为听到或者看见某个随机的信息而触发。“凸显假说”认为，所谓“凸显”的梦中内容，也就是故事性、强烈、异常的内容更容易被记住。有许多证据表明，生动的、强烈的、或者不寻常的梦会经常被记起。“梦日记”可以帮助梦的回忆，通常是出于心理治疗或者个人爱好。
对于一些人来说，在入睡前有时会产生来自前一晚的梦的感觉，然而，它们通常过于微弱难以回忆。至少95%的梦没有进入记忆。将短期记忆转化为长期记忆所必须的脑化学系统在REM睡眠期间被抑制了。除非一个梦特别生动，并且在做梦期间或者短时间内醒来，梦的内容都不会被记住。

#### 个体差异
和凸显假说相符合，有许多证据表明，拥有更多生动、强烈或者不寻常的梦的人，对梦的回忆也会比较多。有理由相信，意识的连续性和梦的回忆有关。更明确地说，在白天经历了更生动和不寻常的生活的人，也会做更多容易被记得的梦，从而对梦的回忆更多。对于个性中创造力、想象力和幻想更多的人，例如有经验开放性、白日梦、幻想倾向人格、吸收意识和易催眠等特性的人，会有更多的梦的回忆。也有证据表明梦和清醒时经验的奇异特性是有关联的，也就是说，在白天经历到更奇异的生活，例如分裂型障碍严重的人会有更多梦的回忆，也会更常做噩梦。

### 既视感
关于既视感（déjà vu）的一个理论认为，这种似曾相识的感觉，是因为人在梦中见过类似的场景或者情节，然后忘记了它，直到在清醒时见到了类似情景才想起来，所以显得很神秘。

### 白日梦
白日梦是影像化的幻想，在清醒时体会到栩栩如生的影像，特别是那些有趣、快乐的想法、希望和目标。白日梦有很多种类，在心理学家之间并没有形成一致的标准。大众也用这个词来表示范围广泛的各种体验。哈佛的心理学家Deirdre Barrett发现，许多經歷過栩栩如生、如夢境般心像的人，会用“白日梦”来称呼这个现象，而其他很多人会用“白日梦”这个词来指代较轻微的心像、未来的计划、对记忆的回顾或者仅仅是“出神”（类似头脑一片空白）。
白日梦长期以来被贬为懒惰、无所事事，但是现在人们也承认在特定条件下白日梦也是有建设性的。有许多例子表明，进行创造性工作的人，例如作曲家、小说家和电影制作人，会在白日梦期间产生新的想法。与之类似，研究型的科学家、数学家和物理学家在他们的领域也可能在白日梦中得到灵感。

### 幻觉
幻觉，在广义上指的是没有刺激的情况下出现的感知。在严格的意义上，幻觉指的是在清醒、有意识状态下的，没有刺激的情况下，获得的类似真实的感知，它们生动、像真实、位于外部空间。较晚的定义区分了幻觉和梦中的幻象，后者不是处于清醒状态。

### 恶梦
恶梦是一种让人不舒服的梦，可以带来强烈的负面情绪，通常是恐惧，也会有情绪抑郁、焦虑和悲伤。恶梦中会包含危险、不舒服、心理或者物理的恐怖。做恶梦的人常常会在一种痛苦的情绪中醒来，可能在很长时间内无法再次入睡。

### 夜惊
夜惊是一种主要发生在儿童之间的异睡症睡眠障碍，会导致恐怖的感觉。不应将夜惊和恶梦混淆，后者指的是梦引起的恐怖或者恐惧。